# Vuelo 14 de FedEx Express
El vuelo 14 de FedEx Express era un vuelo de carga programado de Singapur a Newark, Nueva Jersey, con escala en Malasia, Taiwán y Alaska. El 31 de julio de 1997, el avión que realizaba esta ruta se estrelló durante el aterrizaje en su último tramo en el Aeropuerto Internacional de Newark, volcando e incendiándose, hiriendo a las cinco personas a bordo.

## Resumen
El vuelo 14 se estrelló al aterrizar en la pista 22R del aeropuerto de Newark el 31 de julio de 1997. El vuelo partió de Singapur con escalas intermedias en Penang (Malasia), seguidas de Taipéi (Taiwán) y Anchorage (Alaska). Además del capitán y el primer oficial, había tres pasajeros a bordo, uno de ellos en el asiento auxiliar.
Durante el vuelo, a los pilotos les preocupaba la poca distancia de frenado tras el aterrizaje, y el capitán indicó que quería aterrizar la aeronave antes de tiempo. La aeronave había despegado con un inversor de empuje (en el motor izquierdo) inoperativo, y los pilotos conocían incidentes en el registro de mantenimiento de la aeronave donde los frenos automáticos no se habían activado durante los aterrizajes. Además, habían malinterpretado los datos de la pista, por lo que creían que tenían menos distancia de frenado de la que realmente tenían.
El aterrizaje fue normal hasta el comienzo de la fase de enderezamiento. El MD-11 tocó tierra, rebotó y giró hacia la derecha. En el segundo aterrizaje, unos 1100 pies (335 m) después, el tren de aterrizaje derecho se rompió y el motor n.º 3 (motor del ala derecha) contactó con la pista, y el giro a la derecha continuó hasta que se rompieron los largueros del ala derecha. El avión quedó parado en el lado derecho de la pista, de espaldas, y en llamas. Los cinco ocupantes escaparon por una ventana de la cabina. El avión fue destruido por el fuego.

## Aeronave y tripulación

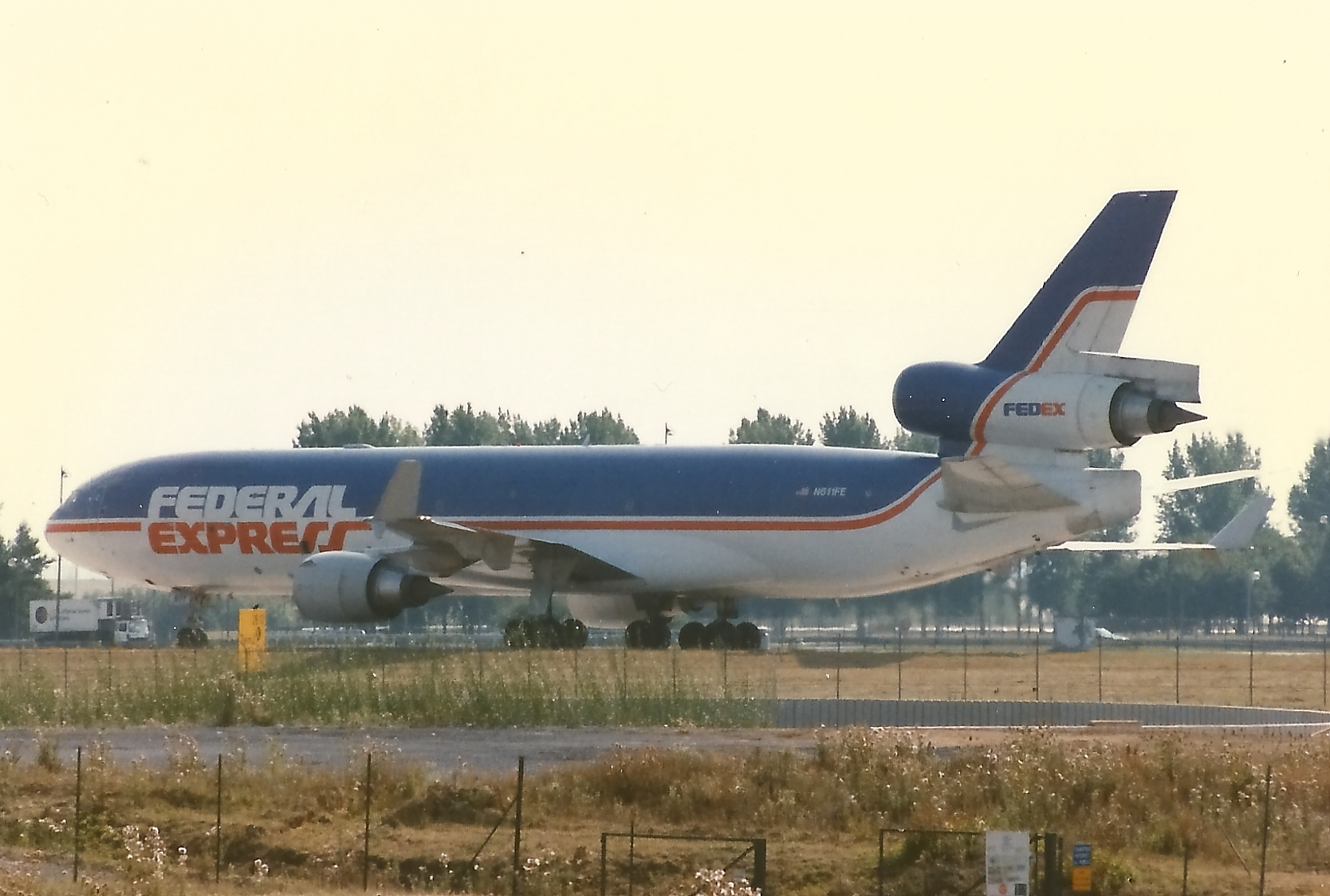
N611FE, la aeronave involucrada, con una librea anterior.

La aeronave, bautizada por FedEx como Joshua, con número de construcción 48603 y número de línea 553, era un McDonnell Douglas MD-11F de carga, propulsado por tres motores General Electric CF6-80C2D1F. Matriculada en Estados Unidos como N611FE,la aeronave se entregó nueva a FedEx en septiembre de 1993. Antes del accidente, la aeronave contaba con un total de 13.034 horas de vuelo y 2.950 ciclos de vuelo (un ciclo de vuelo se define como un despegue y un aterrizaje), y había estado involucrada en dos incidentes previos. En enero de 1994, sufrió daños en la panza durante un aterrizaje con rebote en el Aeropuerto Internacional de Memphis. En noviembre de 1994, la aeronave sufrió un golpe de cola en el Aeropuerto Internacional de Anchorage. Se realizaron reparaciones permanentes del incidente de Anchorage a los pocos días del impacto, y las reparaciones permanentes del incidente de Memphis se realizaron en la siguiente inspección C en agosto de 1995.
El capitán era Robert M. Freeman, de 46 años, quien se incorporó a FedEx en 1988 cuando esta adquirió Flying Tiger Line, donde ya había trabajado desde 1978. Freeman acumulaba un total de 11.000 horas de vuelo, incluidas 1.253 en el MD-11. El primer oficial era Donald E. Goodin, de 39 años, quien trabajaba en FedEx desde 1994, tras haber servido como piloto de la Fuerza Aérea de los Estados Unidos entre 1977 y 1994, y contaba con 3.703 horas de vuelo, aunque solo 592 de ellas con FedEx. Goodin solo tenía 95 horas en el MD-11.: 11–12 

## Investigación
La Junta Nacional de Seguridad en el Transporte (NTSB) realizó una investigación completa del accidente y concluyó que la causa probable fue el control excesivo del capitán de la aeronave durante el aterrizaje y su falla al intentar frustrar el aterrizaje después de un aterrizaje desestabilizado. Comenzando aproximadamente a 17 pies (5,2 m) sobre la pista, el capitán había bajado el morro, probablemente para lograr un aterrizaje más temprano, luego lo subió y aumentó el empuje para ralentizar el descenso del avión, luego empujó el morro hacia abajo nuevamente (alrededor del momento del primer aterrizaje) para tratar de mantener el avión en la pista. Estas últimas entradas de control fueron "demasiado tardías y demasiado grandes" para estabilizar el aterrizaje, y la alta tasa de descenso del avión y el alabeo hacia la derecha comprimieron el puntal del tren de aterrizaje derecho en el segundo aterrizaje, lo que rompió el larguero trasero del ala derecha y el tanque de combustible derecho.

### Recomendaciones de seguridad de la NTSB

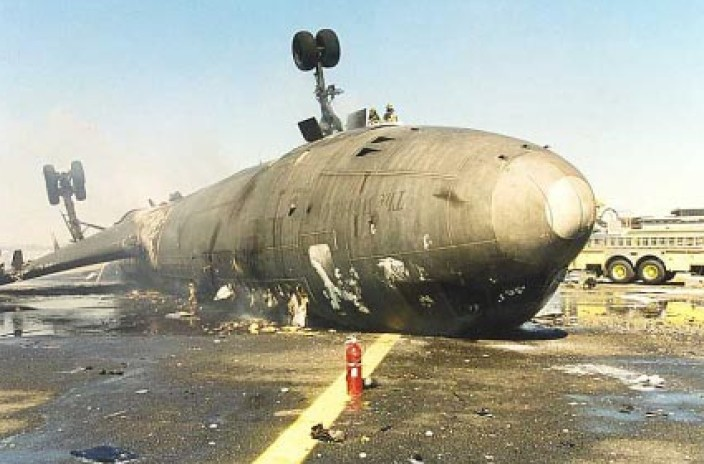
Las consecuencias del vuelo 14 desde un ángulo diferente.

Como resultado de la investigación de este accidente, la NTSB formuló nuevas recomendaciones basadas en sus hallazgos y conclusiones para mejorar la seguridad operativa de la aeronave tipo MD-11. Entre ellas, se solicita a la FAA que desarrolle nuevas herramientas de capacitación para pilotos que incluyan información sobre los factores que pueden contribuir a fallas estructurales del tren de aterrizaje, las alas y el fuselaje, como los límites de diseño de la tasa de descenso; los límites del ángulo de alabeo; la tasa de alabeo de los controles; la tasa de cabeceo; los aterrizajes con un solo tren de aterrizaje; el efecto de la disminución de la sustentación; y las consecuencias de la carga estructural al tocar fondo los puntales y neumáticos del tren de aterrizaje; que proporcionen un programa de estudios para la capacitación en simuladores sobre la ejecución de aproximaciones estabilizadas para el aterrizaje enderezamiento, la identificación de aterrizajes enderezamiento no estabilizados y la recuperación en estas situaciones, incluyendo técnicas adecuadas de recuperación a alta tasa de descenso durante el aterrizaje enderezamiento, técnicas para evitar y recuperarse del sobrecontrol en cabeceo antes del aterrizaje, y técnicas para evitar el sobrecontrol y la desrotación prematura durante un aterrizaje con rebote; y que promuevan una orientación hacia una aproximación frustrada proactiva.

## Consecuencias
Por su papel en el accidente, FedEx despidió al capitán Freeman el 30 de octubre de 2000. Sin embargo, el sindicato de pilotos de FedEx criticó la decisión y anunció que la apelarían, citando que el accidente fue causado por fallas de diseño de la aeronave.

## Número de vuelo
FedEx Express continúa utilizando el vuelo 14 como vuelo activo; la ruta ha modificado su origen a Hong Kong, con escala en Taipéi antes de continuar a Anchorage y Memphis como destino.

## Dramatización
Los accidentes del vuelo 14 de FedEx Express y un accidente similar en 2009 de otro McDonnell Douglas MD-11, el vuelo 80 de FedEx Express en el Aeropuerto Internacional de Narita en Japón, se tratan en la temporada 14 de la serie Mayday: catástrofes aéreas en el episodio 5, titulado "Muerte en Narita".